# Pavee

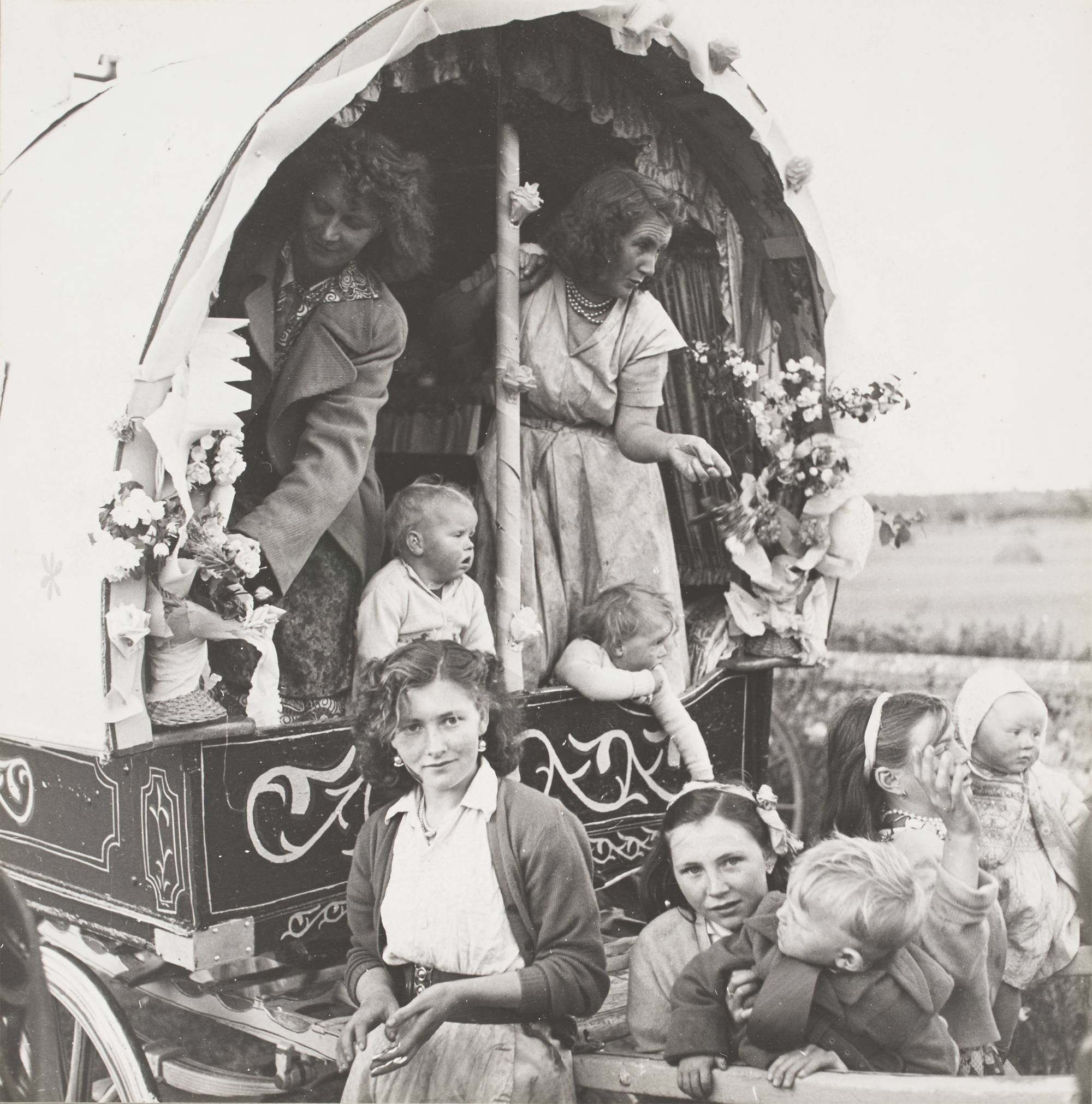
Pavees mit geschmücktem Wagen (1954)

Als Pavee, englisch auch Tinker, Gypsie, Itinerant oder Irish Traveller sowie irisch lucht siúil genannt, wird ein Mitglied der gleichnamigen und als fahrend beschriebenen soziokulturellen Gruppe irischen Ursprungs bezeichnet, die vor allem in Irland, Großbritannien und den USA lebt. Darüber hinaus findet man Pavees in kleinerer Anzahl auch in Australien und Kanada. Mit Reisen bzw. Fahren ist eine historisch durch ökonomischen, rechtlichen und sozialen Ausschluss bedingte und kulturell verfestigte Form dauerhafter Binnenmigration gemeint, die familienweise ausgeübt wurde und zum Teil noch wird.

## Bezeichnungen
Pavee ist eine der Eigenbezeichnungen irischer Reisender, die ebenso wie Minkiers oder irisch an lucht siúil (‚die wandernden Leute‘) üblich ist.
Die weit verbreitete Fremdbezeichnung Tinker verweist auf die englischen Begriffe tin für Zinn bzw. tinplate für verzinntes Eisenblech. Sie bezieht sich ähnlich dem deutschen Kesselflicker auf ein in dieser Gruppe historisch besonders verbreitetes Gewerbe, die Reparatur und Herstellung billigen Küchengeschirrs. Weitere Bezeichnungen sind pikeys, knackers und auch gypsies ‚Zigeuner‘. Die Pavee sind allerdings mit Roma-Gruppen ethnisch nicht verwandt. Die Ausdrücke gyppo und pikey sind besonders in Großbritannien weit verbreitet und negativ belegt. In Irland wird der Begriff Itinerants (irisches Englisch: ‚Umherziehende‘ oder ‚Wandernde‘) für Pavees verwendet. Viele der Betroffenen legen heute jedoch Wert darauf, mit ihrer Eigenbezeichnung pavee oder der weit verbreiteten und eher neutralen Fremdbezeichnung travellers ‚Reisende‘ benannt zu werden. Zum Teil bezeichnen sie sich als gypsy.

## Geschichte und Kultur
Die Pavee sind soziologisch mit den mitteleuropäischen Jenischen und spanischen Mercheros vergleichbar – alle drei Gruppen kombinieren traditionell das Altwarensammeln mit dem Wanderhandwerk und dem Hausierhandel. Auch der Überbegriff Travellers bzw. Gens de Voyage findet für sie und andere auf europapolitischer Ebene Anwendung.
Die Pavee leben mit abweichender Sprache, Kultur und abweichendem Wertesystem innerhalb einer traditionell sesshaften Gesellschaft und Kultur. Innerhalb der Gruppen zu heiraten, auch aus wirtschaftlichen Gründen (Mitgift etc.), spielt eine wichtige Rolle und untersteht internen Regeln. Ehen werden früh arrangiert und jung geschlossen. Eine verordnete, formale und staatliche Bildung lehnen sie meist ab und tradieren Wissen und Werte in vormoderner Weise auf dem Weg der familiären und Gruppensozialisation. Als Menschen ohne festen Wohnsitz und mit von außen wenig durchsichtigen Erwerbsweisen und kulturellen Besonderheiten sind sie seit langem mehrheitsgesellschaftlich stigmatisiert und dem Verdacht der staatlichen Institutionen ausgesetzt.
Zur historischen Herkunft der Pavee gibt es unterschiedliche Vorstellungen. Dass die Namen der Paveefamilien sich vom irischen Namensbestand nicht unterscheiden, spricht dafür, dass sie eine Teilgruppe der irischen Bevölkerung darstellen. Dies entspricht auch der Eigensicht der Pavee, wie von jüngeren Untersuchungen bestätigt wird. Demnach wäre davon auszugehen, dass die Angehörigen der Gruppe wie vergleichbare Gruppen in anderen Ländern (siehe oben) durch sozioökonomische Prozesse aus der Mehrheitsbevölkerung herausgefallen oder an ihren Rand geraten sind, nicht aber auf eine historische Gruppe anderer Ethnizität zurückgehen wie gelegentlich behauptet.
Zwei auf isolierte historische Einzelereignisse reduzierende und daher kaum plausible Herkunftsbestimmungen nennen die Rückeroberung Irlands durch Oliver Cromwell (1649–1653) bzw. die Große Hungersnot in Irland von 1845 bis 1852 (The Great Famine, irisch: An Gorta Mór) als Entstehungsgrund der Pavee.
Wie regelmäßig bei soziokulturellen und ethnisch-kulturellen Gruppen, die von mehrheitsgesellschaftlichen Betrachtern als auf eine faszinierende Weise abweichend und „exotisch“ wahrgenommen werden, bieten auch in diesem Fall Autoren des 19. und 20. Jahrhunderts mythische Herkunftserklärungen an, so den Mythos von einer kryptischen Gruppe der Tarish als Vorläufer. Dabei handelt es sich mutmaßlich um eine rein literarische Erfindung der letzten Jahre.
Traditionell waren sie Hausierer, Wanderhandwerker (Blechschmiede, Kupferschmiede, Kesselflicker usw.) und Pferdehändler. Historisch spielte die Migration der Tinker eine wichtige Rolle bei der Verbreitung von Musik, Geschichten und Neuigkeiten. In Zeiten ohne moderne Medien und mit eingeschränkter Mobilität waren Traveller in entlegenen Gegenden wesentliche Übermittler von Kultur und Information. So beeinflussten sie stilistisch auch sesshafte Musiker und trugen auf diese Weise maßgeblich zur Entwicklung des Irish Folk bei.
Von William Shakespeare wird 1594 in seinem Werk Der Widerspenstigen Zähmung mit einer der Hauptfiguren, dem Tinker Sly, die Gruppe thematisiert. Eine weitere literarische Behandlung des irischen Tinker-Milieus im 18. Jahrhundert findet sich in John Millington Synges Zweiakter Die Kesselflickerhochzeit (The Tinker’s Wedding, 1909).

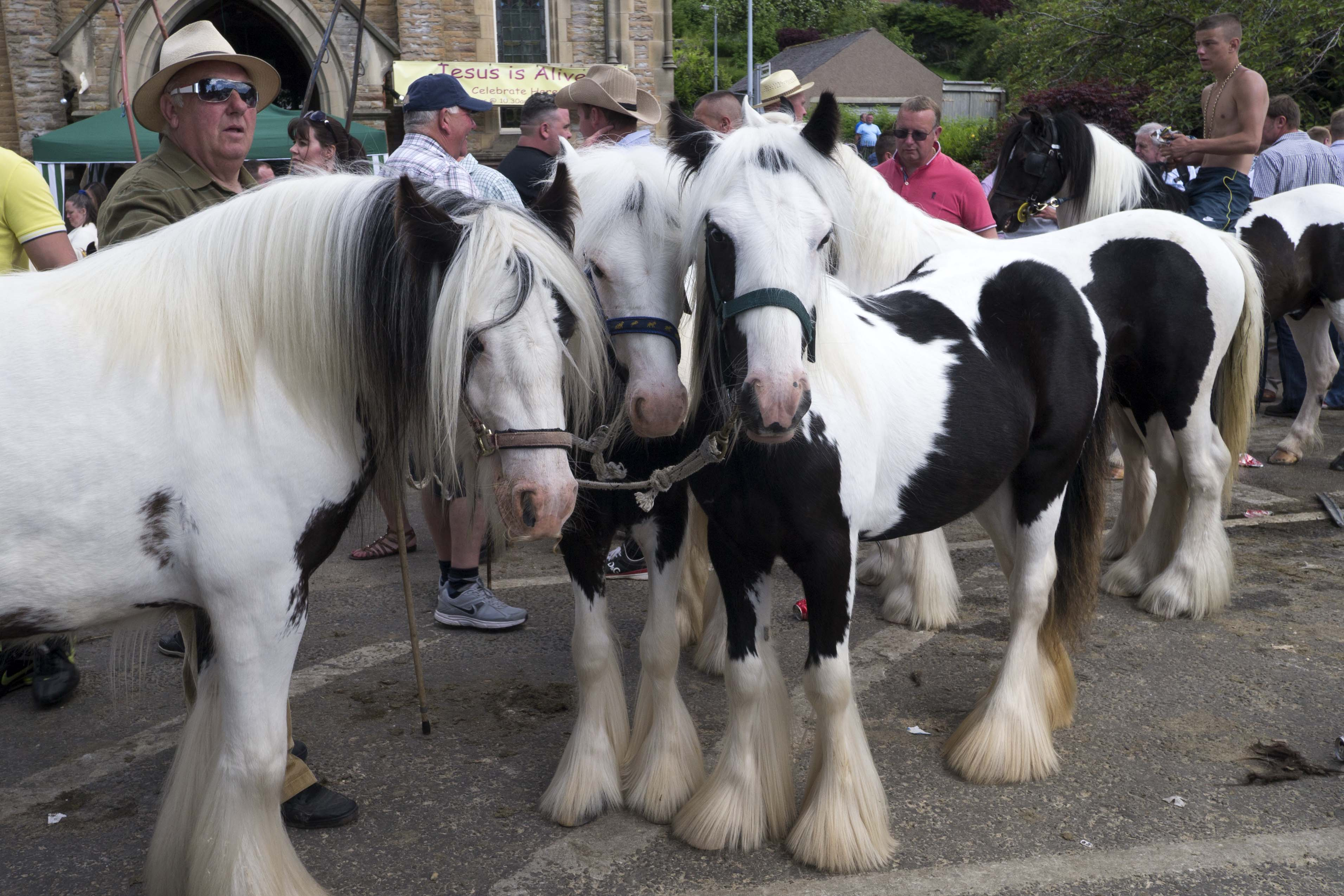
Appleby Horse Fair mit Tinker-Pferden, 2013

Pavee treffen sich seit über hundert Jahren zum alljährlichen Pferdehandel auf dem Pferde-Jahrmarkt von Appleby im nordenglischen Cumbria.

### Großbritannien und Irland
Der abweichende Lebensstil – das Zusammenleben im großen Familienverband und eine als nomadisch empfundene Lebensweise – sowie die Vorstellung einer mit dem Auftreten der Minderheit einhergehenden erhöhten Delinquenz erzeugen Konflikte zwischen den Pavee und der Mehrheitsbevölkerung, besonders in urbanen Zonen und aus raumplanerischen Gründen. Bewilligungen zum Erstellen von Wohnbaracken und Aufstellen von Wohnwagen werden oftmals nicht eingeholt, da Travellers schon im Vorfeld davon ausgehen, dass diese nicht erteilt werden. Die Pavee berufen sich dann, für die Legitimität ihrer Lager und Siedlungen, auf Menschen-, Minderheiten-, Gewohnheits- und Grundrechte. Zeitweise wurde die Taktik der rückwirkenden Bewilligung verfolgt, die im britischen Wahlkampf 2005 durch Michael Howard von der Konservativen Partei zum Nachteil der Traveller thematisiert wurde. So werden neuerdings verstärkt Traveller durch Zonenplanung und Bewilligungsverfahren an den Rand der Gesellschaft gedrängt, mit den entsprechenden negativen sozialen Folgen (Elendsquartiere etc.). Einer aktuellen Umfrage zufolge lehnen 75 Prozent der englischen Bevölkerung ansässige Traveller in ihrer Nachbarschaft ab. Die Medien tun ihr Übriges, um das negative Bild der Traveller zu verankern, und die Boulevardpresse diskriminiert sie in der Öffentlichkeit.
Aktuell ist aber auch diese Verleumdung durch die Presse in den Medien zum öffentlichen Thema geworden.
Ob die Traveller, auch ein Synonym für Gauner, eine signifikant höhere Kriminalitätsrate haben, ist statistisch schwierig zu belegen. Anders sieht es dagegen bei Übertretungen und Vergehen gegenüber Behörden und landschaftlichen Hoheitsrechten aus. Laut einer Regierungsuntersuchung befinden sich aktuell 5 % der Traveller in britischen Gefängnissen, gegenüber 0,13 % der Gesamtbevölkerung.

### USA
Die Traveller in den USA gliedern sich in eine nördliche, südliche und westliche Gruppe auf, von denen jede wiederum ihre eigenen Untergruppen hat. Sie haben aber, im deutlichen Gegensatz zu den Pavee in Irland und Großbritannien, ein höheres Wohlstandsniveau als die Mehrheitsgesellschaft. Sie wohnen im Winter in Wohnmobilen auf gekauften oder gemieteten Standplätzen und fahren im Sommer auf die Handelsschaft und Arbeit durch die Regionen. Sie sind sich ihrer Herkunft wohl bewusst, was man an der Religionszugehörigkeit ableiten kann. So sind die ehemals irischen Pavee Katholiken und die aus Großbritannien Stammenden Anglikaner. Die Kirchenangehörigkeit hat einen nicht zu unterschätzenden, prägenden und formenden Einfluss auf die verschiedenen Gruppen und wird bei Eheschließungen entsprechend berücksichtigt.

### Deutschland
Hier sind die irischen Landfahrer (Tinker) in großen Gruppen bei Zusammentreffen zu gemeinsamen Festen und Treffpunkten im Großraum Düsseldorf, Mönchengladbach, Neuss, wie u. a. auf Hochzeiten, verschiedenen traditionellen Festen, wie dem Saint Patrick’s Day oder dem mehrtägigen Puck Fair Germany Fest sowie bei traditionellen Gedenkmärschen aufgefallen.

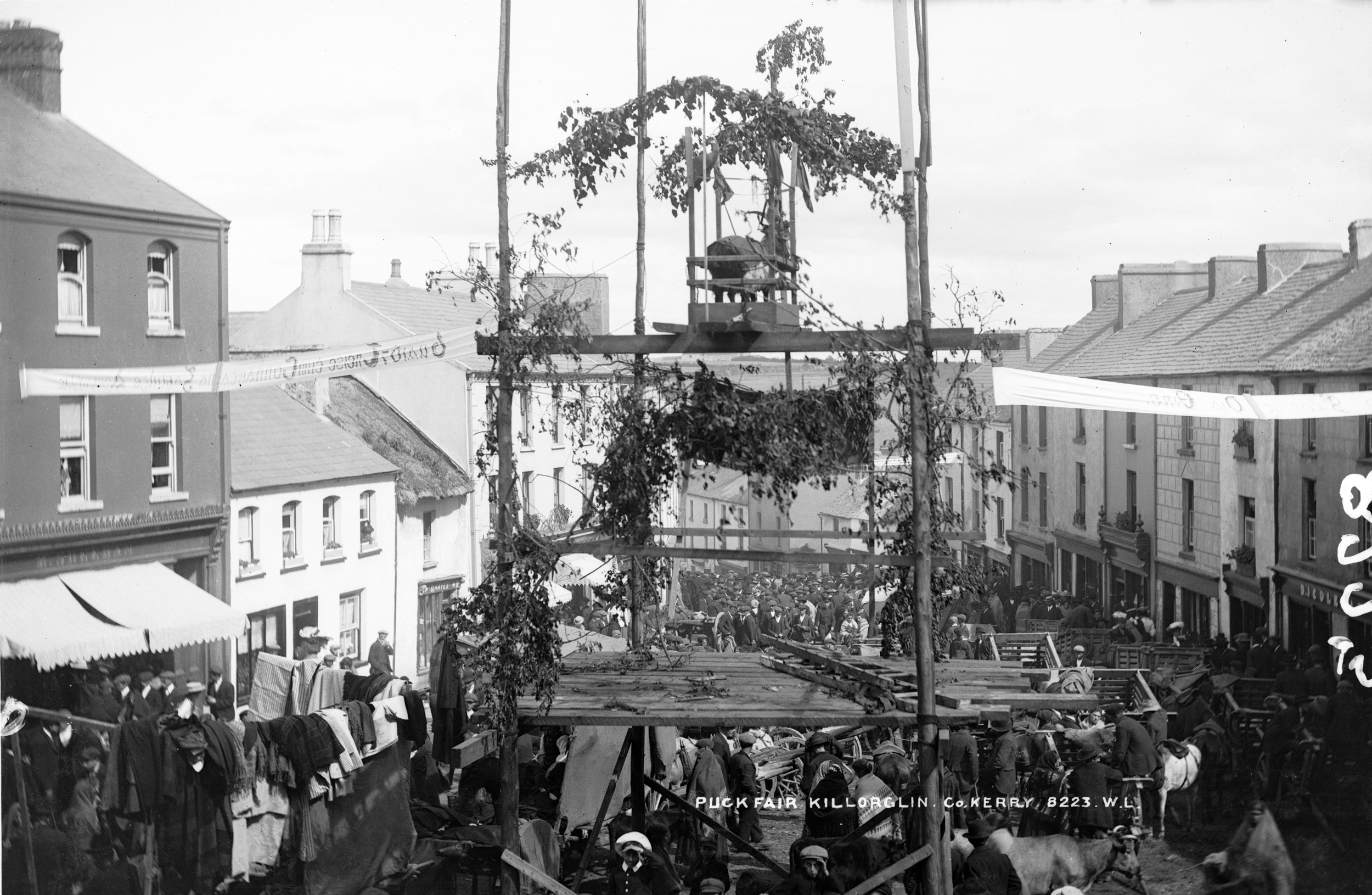
Puck Fair, Killorglin, um 1900

Der Puck Fair Germany wächst von Jahr zu Jahr, so dass es schon fast an den Puck Fair aus der kleinen Ortschaft Killorglin, County Kerry herankommt. Mitte August findet dort ein außergewöhnliches, mehrtägiges Straßenfest statt. Symbolisch wird von den Einwohnern ein Ziegenbock zum König von Irland gekrönt. Um diese Zeremonie gibt es zahlreiche Ereignisse. In Deutschland wird kein Ziegenbock gekrönt, sondern ein altes Mufflon.
In den Ortschaften Korschenbroich, Willich, Kaarst und Meerbusch können jedes Jahr Zehntausende von traditionellen Pavee zusammenkommen. Presseberichte über ihr aggressives Verhalten fördern ein negatives Bild, zumal die Finanzierung ihres teilweise aufwendigen Lebensstils unklar erscheint. So führt bereits das Erscheinen der Pavee in einer Region in der Presse zur Berichterstattung. Nachdem die Besucher einer Hochzeit im August 2013 aus Bonn abgereist waren, musste die Stadt circa vier Tonnen Abfall vom Standplatz entsorgen. Kostenlos zur Verfügung gestellte Mobiltoiletten wurden von den Pavee umgeworfen. Der Umgang mit den Pavee und die durch sie verursachten hohen Kosten führten zu Diskussionen im Stadtrat.

## Tinkerpferde
Als Tinker bezeichnet man auch die Pferde der Tinker.

## Politische Bewegungen
Organisationen wie das Irish Travellers’ Movement oder Pavee Point Travellers Centre setzte sich in Irland und Großbritannien für eine Anerkennung als gleichberechtigte ethnische Minderheit ein, die sie sowohl mit der jahrhundertealten Geschichte, mit Traditionen, Überlieferungen, eigener Sprache und Kultur als auch mit der wieder erstarkenden Diskriminierung und Ausgrenzung begründen. Sie senden auch Funktionäre zum vom Europarat finanzierten European Roma and Traveller Forum in Straßburg, das Interessen auf transnationaler und nationaler Ebene, koordiniert und vertritt. Auch werden sie in der Antiziganismus-Forschung als Opfer anerkannt und einbezogen.
Am 1. März 2017 erfolgte die Verkündung der Anerkennung der Irish Travellers als ethnische Minderheit in Irland durch den irischen Regierungschef, Taoiseach Enda Kenny.

## Shelta / Cant
Die Traveller haben eine eigene Sprache, das Shelta (vermutlich aus der irischen Sprache siúlta – auf Wanderschaft), auch Gammon oder Cant genannt. Die Bezeichnung Shelta wird von den meisten Pavee eindeutig bevorzugt, da Cant als englische Gaunersprache mit kriminalisierender Bedeutung und abwertend gemeint ist.
Es handelt sich um eine Mischsprache, die Elemente irisch-gälischen und englischen Ursprungs sowie Merkmale weiterer indogermanischer Sprachen aufweist. Aufgrund seiner Stellung als Mischsprache zählt Shelta, anders als das irische und das schottische Gälisch sowie Manx, nicht direkt zur Gruppe der goidelischen Sprachen. Das Vokabular entstammt hauptsächlich dem Irischen, während die Struktur mehr aus dem Englischen hervorgeht.
Der Sprachcode nach ISO 639-2 ist cel.

## Persönlichkeiten
- Pecker Dunne (1933–2012), Folk- und Wandermusiker
- Paddy Keenan (* 1950), Folkmusiker
- Shayne Ward (* 1984), Popsänger
- Tyson Fury (* 1988), Boxer
- John Joe Nevin (* 1989), Boxer

## Filme und Dokumentationen
- The Francis Barrett Story (Memento vom 27. September 2007 im Internet Archive)
- Pavee Lackeen – Das Traveller-Mädchen
- Oliver Herbrich Filmarchiv: Gesetz der Straße – Rules of the Road (Filmwebsite)
- Arte Re: Ein Volk auf Reise – Das harte Leben der Irish Traveller (2022)